# جون د. فولي
جون د. فولي (بالإنجليزية: John D. Foley)‏ هو عسكري أمريكي، ولد في 1 مارس 1918، وتوفي في 21 ديسمبر 1999.